# Палевич, Милда
Милда Генриховна Палевич (латыш. Milda Palēviča; 5 февраля 1889, Лиелэзерс — 10 августа 1972, Рига) — советский и латвийский философ и эстетик. Родоначальник академической эстетики в Латвии. Историк искусств. Феминистка. Популяризатор учений французского философа Анри Бергсона.

## Биография
Родилась 5 февраля 1889 в Лиелэзерcе (ныне Салдусский край) в семье учителя и музыканта Индрикиса Палевича (латыш. Indriķis Palēvičs; 1862—1940). С 1901 обучалась в гимназии имени Штегмана, затем в коммерческой школе в Долгиху. С 1905 по 1907 год проходила обучение в школе Кениня. В 1907 году участвовала в революционном движении. В 1908 году была арестована. После освобождения эмигрировала во Францию. В 1909 году вышла замуж за писателя Конрада Буллана (псевдоним Фаллийс). С 1909—1910 проходила обучение в Страсбургском университете. С 1910 по 1911 год проживала во Флоренции и Венеции. С 1911 по 1914 год обучалась искусству, а в 1915 философии в Парижском университете (Сорбонна).
С началом Первой мировой войны в 1915 году возвращается с мужем в Ригу, затем переезжает в Москву. В декабре 1915 году в Москве умирает муж Конрад Буллан. В 1917 году уезжает к отцу на Дальний Восток.
В 1920 году возвращается с отцом в Ригу. Читает лекции по эстетике и искусству в Латвийской музыкальной академии. С 1921 по 1923 год учитель в Рижской гимназии. В 1925 году получает степень доктора философии в Сорбонне. С 1925 года занимается преподавательской деятельностью. В 1936 году издала сборник стихов «Aistētikas problēmas». Была председателем общества по защите прав женщин Латвии. В конце Второй мировой войны решила остаться в Латвии.
В 1950 году была отстранена от педагогической работы, так как академическая комиссия в Москве поставила под сомнение полученное высшее образование в Сорбонне. Комиссия в Москве без защиты новой диссертации отказались утверждать её научную квалификацию. Единственной научной публикацией стало исследование эстетических воззрений Райниса в журнале «Karogs» («Флаг»). Отрицательное решение Академии наук Латвийской ССР на публикацию получила работа «Estētiskās domas attīstība Latvijā 19. gs. un 20. gs. pirmajā pusē (līdz 1940. gadam)» («Развитие эстетической мысли в Латвии в первой половине 19 ст. и 20 ст. (до 1940 года)
Умерла 10 августа 1972 году в Риге. Ей неопубликованные работы вышли в печать только в 1991 году.

## Научная деятельность

Обложка диссертации Essai sur les tendances critiques

Автор многочисленных статей по вопросам эстетики, теории и истории искусства, социологии, философии и психологии. Милда Палевич была значительным представителем интуитивизма в Латвии. В своих публикациях об искусстве анализировала эстетизм философов Иммануила Канта, Бенедикта Спинозы, Артура Шопенгауэра и представителей философского эстетизма Т. Липса, И. Фолкелта. Однако наиболее важным источником для её воззрений была концепция французского философа Анри Бергсона

## Работы
- Essai sur les tendances critiques et scientifiques de l’esthétique allemande contemporaine. F. Alcan, 1926—335 lpp. (M. Bites-Paļēvičas doktora disertācija, 1926)
- Anrī Bergsona revolucionārā nozīme filosofijā (Paļeviču Milda). [Rīga]: 1923 — 26 lpp.
- Aistētikas problēmas, 1936
- Fallijs. Dzejdarbu izlase. Milda Paleviča; priekšv. Fallija personība un domu pasaule, 5.—110.lpp., aut. Milda Paleviča. Rīga : Latvju Grāmata 1942
- Vai sieviete piepilda savu cilvēcisko uzdotību tikai ģimenē? Students 1937. — Nr. 6(258) 191.lpp.
- Filozofijas un mākslas zinātnes kongresi šā gada augustā Parīzē. Students 1937. — Nr. 2(254) 83.—84. lpp.
- Filozofijas un mākslas zinātnes kongresi Parīzē. Vārds. 1937. — Nr. 10. — 249.—250. lpp.
- Filozofijas un estētikas kongresi Parīzē. Daugava 1937. — Nr. 11 1046.—1052. lpp.
- Daugavas» desmit gadi. Students 1937. — Nr. 6(258) 181.lpp.
- Angelika Gailīte «Francijā». Daugava 1937. — Nr. 7 656.—657. lpp.
- Albērs Tibodē kā filozofs. Daugava 1938. — Nr. 9 861.—869. lpp.
- Latvijas akadēmiski izglītoto sieviešu apvienības tapšana un pirmais darba posms. Latvijas Akadēmiski Izglītoto Sieviešu Apvienības Ziņojumi 1938. — maijs [1.]—3. lpp.
- Valsts garīgie pamati. Universitas. 1938. Nr. 17 477.—478 .lpp.
- Palēviča, M. Garīgās augšanas un atjaunotnes ideja Raiņa estētikā. Padomju Zeme, 1965, 14. sept.
- Gara krīze. Karogs, 1991. — Nr.5/6 243.—250. lpp.
- Anrī Bergsona ētika un aistētika. Kultūras Avīze, 1993. — Nr.8/9 11.—13. lpp.
- Mans darbs — izmisīga cīņa. Karogs, 1995. — nr. 3. — 212.-230.lpp. Karogs, 1995. — nr. 2. — 209.—226. lpp.